# Lista de herdeiros do trono luxemburguês
Esta é uma lista de indivíduos que foram, em dado período de tempo, considerados os herdeiros do trono do Grão-Ducado de Luxemburgo, em caso de abdicação ou morte do monarca incumbente. Os herdeiros (presuntivos ou aparentes) que, de fato, sucederam ao monarca luxemburguês são representados em negrito.
A lista inclui nobres a partir de 15 de março de 1815, quando do estabelecimento do Grão-Ducado de Luxemburgo pelo Congresso de Viena. A princípio, o trono luxemburguês foi concedido ao monarca holandês em troca do Principado de Orange-Nassau. Consequentemente, os primeiros soberanos luxemburgueses foram paralelamente os ocupantes do trono holandês. Esta condição resistiu até 1884, quando o último filho do Rei-Grão-Duque morreu, deixando nenhum herdeiro masculino na linhagem de Orange-Nassau. Enquanto o trono holandês foi assumido pela herdeira presuntiva Guilhermina, o trono de Luxemburgo obedecia a lei sálica do Pacto de 1783. Desta forma, o trono foi herdado pelo único ramo sobrevivente da Casa de Nassau, os membros da Casa de Nassau-Weilburg.
Duas décadas depois, o ramo Weilburg também presenciou situação similar. O então Grão-Duque teve seis filhas e nenhum herdeiro masculino e não possuía herdeiros elegíveis ao trono. Consequentemente, a lei sálica foi suspensa de maneira que o trono luxemburguês tivesse uma herdade. A lei sálica em Luxemburgo foi abolida definitivamente em 2011, permitindo que mulheres venham a ascender ao trono do país.
Desde a criação da Coroa luxemburguesa, apenas dois herdeiros aparentes e uma herdeira presuntiva não assumiram o trono. Guilherme e Alexandre - herdeiros de Guilherme III - por questão de morte; e Hilda - irmã e herdeira presuntiva de Carlota -  por ocasião do nascimento de um herdeiro aparente. O herdeiro do trono luxemburguês recebe o título de "Grão-Duque Herdeiro". 

## Herdeiros ao trono luxemburguês
| Herdeiro                               | Status              | Relacionamento com Monarca                                               | Tornou-se herdeiro      | Tornou-se herdeiro                                  | Deixou de ser herdeiro  | Deixou de ser herdeiro                                          | Próximo sucessão Relação com herdeiro                                        | Monarca        |
| Herdeiro                               | Status              | Relacionamento com Monarca                                               | Data                    | Razão                                               | Data                    | Razão                                                           | Próximo sucessão Relação com herdeiro                                        | Monarca        |
| -------------------------------------- | ------------------- | ------------------------------------------------------------------------ | ----------------------- | --------------------------------------------------- | ----------------------- | --------------------------------------------------------------- | ---------------------------------------------------------------------------- | -------------- |
| Guilherme, Príncipe de Orange          | Herdeiro aparente   | Filho mais velho                                                         | 16 de março de 1815     | Pai tornou-se grão-duque                            | 7 de outubro de 1840    | Pai abdicou, tornou-se grão-duque                               | Prince Frederico, 1815–1817, irmão                                           | Guilherme I    |
| Guilherme, Príncipe de Orange          | Herdeiro aparente   | Filho mais velho                                                         | 16 de março de 1815     | Pai tornou-se grão-duque                            | 7 de outubro de 1840    | Pai abdicou, tornou-se grão-duque                               | Príncipe Guilherme 1817–1840, filho                                          | Guilherme I    |
| Príncipe Guilherme, Príncipe de Orange | Herdeiro aparente   | Filho mais velho                                                         | 7 de outubro de 1840    | Pai tornou-se grão-duque                            | 17 de março de 1849     | Pai morreu, tornou-se grão-duque                                | Príncipe Willem 1840–1849, filho                                             | Guilherme II   |
| Príncipe Guilherme, Príncipe de Orange | Herdeiro aparente   | Filho mais velho                                                         | 17 de março de 1849     | Pai tornou-se grão-duque                            | 11 de junho de 1879     | Morreu                                                          | Príncipe Maurício 1849–1850, irmão                                           | Guilherme III  |
| Príncipe Guilherme, Príncipe de Orange | Herdeiro aparente   | Filho mais velho                                                         | 17 de março de 1849     | Pai tornou-se grão-duque                            | 11 de junho de 1879     | Morreu                                                          | Prince Hendrik 1850–1851, tio                                                | Guilherme III  |
| Príncipe Guilherme, Príncipe de Orange | Herdeiro aparente   | Filho mais velho                                                         | 17 de março de 1849     | Pai tornou-se grão-duque                            | 11 de junho de 1879     | Morreu                                                          | Alexandre Alexander 1851–1879, irmão                                         | Guilherme III  |
| Alexandre, Príncipe de Orange          | Herdeiro aparente   | Filho mais novo                                                          | 11 de junho de 1879     | Irmão morreu                                        | 21 de junho de 1884     | Morreu                                                          | Príncipe Frederico 1879–1881, tio-avô                                        | Guilherme III  |
| Alexandre, Príncipe de Orange          | Herdeiro aparente   | Filho mais novo                                                          | 11 de junho de 1879     | Irmão morreu                                        | 21 de junho de 1884     | Morreu                                                          | Adolfo, Duque de Nassau 1881–1884, primo em 18º , herdeiro do ramo colateral | Guilherme III  |
| Adolfo, Duque de Nassau                | herdeiro presuntivo | primo de 17º, uma vez removido, herdeiro sênior da linha Nassau-Weilburg | 21 de junho de 1884     | Penúltimo herdeiro de Orange-Nassau morreu          | 23 de novembro de 1890  | Último grão-duque de Orange-Nassau morreu, tornou-se grão-duque | Guilherme, Grão-Duque-Herdeiro 1884–1890, filho                              | Guilherme III  |
| Guilherme, Grão-Duque-Herdeiro         | Herdeiro aparente   | Filho                                                                    | 23 de novembro de 1890  | Pai tornou-se grão-duque                            | 17 de novembro de 1905  | Pai morreu, tornou-se grão-duque                                | Nicolau Guilherme de Nassau 1890–1905, meio-tio                              | Adolfo         |
| Guilherme, Grão-Duque-Herdeiro         | Herdeiro aparente   | Filho                                                                    | 23 de novembro de 1890  | Pai tornou-se grão-duque                            | 17 de novembro de 1905  | Pai morreu, tornou-se grão-duque                                | nenhum, 1905                                                                 | Adolfo         |
| nenhum, 1905–1907                      | nenhum, 1905–1907   | nenhum, 1905–1907                                                        | nenhum, 1905–1907       | nenhum, 1905–1907                                   | nenhum, 1905–1907       | nenhum, 1905–1907                                               | nenhum, 1905–1907                                                            | Guilherme IV   |
| Maria Adelaide, Grã-Duquesa-Herdeira   | herdeiro presuntivo | Filha mais velha                                                         | 10 de abril de 1907     | Memorial tornou as filhas de Guillaume IV elegíveis | 25 de fevereiro de 1912 | Pai morreu, tornou-se grã-duquesa                               | Princesa Carlota irmã                                                        | Guilherme IV   |
| Princesa Carlota                       | herdeiro presuntivo | Irmã                                                                     | 25 de fevereiro de 1912 | Irmã tornou-se grã-duquesa                          | 14 de janeiro de 1919   | Irmã abdicou, tornou-se grã-duquesa                             | Princesa Hilda irmã                                                          | Maria Adelaide |
| Princesa Hilda                         | herdeiro presuntivo | Irmã                                                                     | 14 de janeiro de 1919   | Irmã tornou-se grã-duquesa                          | 5 de janeiro de 1921    | Filho nascido de grã-duquesa                                    | Princesa Antonieta irmã                                                      | Carlota        |
| João, Grão-Duque-Herdeiro              | Herdeiro aparente   | Filho mais velho                                                         | 5 de janeiro de 1921    | Nascer                                              | 12 de novembro de 1964  | Mãe abdicou, tornou-se grão-duque                               | Princesa Hilda 1921–1927, tia                                                | Carlota        |
| João, Grão-Duque-Herdeiro              | Herdeiro aparente   | Filho mais velho                                                         | 5 de janeiro de 1921    | Nascer                                              | 12 de novembro de 1964  | Mãe abdicou, tornou-se grão-duque                               | Príncipe Charles 1927–1955, irmão                                            | Carlota        |
| João, Grão-Duque-Herdeiro              | Herdeiro aparente   | Filho mais velho                                                         | 5 de janeiro de 1921    | Nascer                                              | 12 de novembro de 1964  | Mãe abdicou, tornou-se grão-duque                               | Príncipe Henrique 1955–1964, filho                                           | Carlota        |
| Henrique, Grão-Duque-Herdeiro          | Herdeiro aparente   | Filho mais velho                                                         | 12 de novembro de 1964  | Pai tornou-se grão-duque                            | 7 de outubro de 2000    | Pai abdicou, tornou-se grão-duque                               | Príncipe Jean 1964–1981, irmão                                               | Jean           |
| Henrique, Grão-Duque-Herdeiro          | Herdeiro aparente   | Filho mais velho                                                         | 12 de novembro de 1964  | Pai tornou-se grão-duque                            | 7 de outubro de 2000    | Pai abdicou, tornou-se grão-duque                               | Príncipe Guilherme 1981–2000, filho                                          | Jean           |
| Guilherme, Grão-Duque-Herdeiro         | Herdeiro aparente   | Filho mais velho                                                         | 7 de outubro de 2000    | Pai tornou-se grão-duque                            | Imcumbente              | Imcumbente                                                      | Príncipe Félix 2000–2020, irmão                                              | Henrique       |
| Guilherme, Grão-Duque-Herdeiro         | Herdeiro aparente   | Filho mais velho                                                         | 7 de outubro de 2000    | Pai tornou-se grão-duque                            | Imcumbente              | Imcumbente                                                      | Príncipe Carlos 2020–2025, filho                                             | Henrique       |
| Carlos, Grão-Duque-Herdeiro            | Herdeiro aparente   | Filho mais velho                                                         | 3 de outubro de 2025    | Pai irá se tornar grão-duque                        |                         |                                                                 | Príncipe Francisco 2025–presente, irmão                                      | Guilherme      |